# 광평 이씨
광평 이씨(廣平李氏)는 경상북도 성주군을 본관으로 하는 한국의 성씨이다. 시조는 고려에서 사재동정(司宰同正)을 지낸 이무재(李茂材)이다. 그의 증손자 이능(李能)은 공을 세워 광평군에 봉해졌다.

## 참고 자료
- “성산이씨(星山李氏)”. 뿌리를 찾아서.[깨진 링크(과거 내용 찾기)]